# 이기중 (1980년)
이기중(李基仲, 1980년 10월 27일, 강원도 원주시 ~ )은 대한민국의 제8대 서울특별시 관악구의원이다.

## 학력
- 1996.03 ~ 1999.02 원주고등학교 졸업
- 1999.03 서울대학교 작곡가 중퇴
- 2003 서울대학교 서양사학과 학사 졸업

## 경력
- 민주노동당 서울대학교 학위장
- 2010 공인노무사
- 청년유니온 자문노무사
- 관악구 주민연대 자문위원
- 관악구 노동복지센터 운영위원
- 민주평화통일자문회의 자문위원
- 정의당 부대변인
- 2017 정의당 심상정 대통령 후보 전략기획 부본부장
- 2017 서울시당 대의원
- 2017.07 ~ 2019.07 서울시당 관악구 지역위원회 부위원장
- 2018.07 ~ 2022.06 제8대 서울특별시 관악구의회 의원
- 2018.07 ~ 2020.07 제8대 서울특별시 관악구의회 전반기 의회운영위원회 위원
- 2018.07 ~ 2020.07 제8대 서울특별시 관악구의회 전반기 행정재경위원회 부위원장
- 2018.07 ~ 2020.07 제8대 서울특별시 관악구의회 전반기 예산결산특별위원회 위원장
- 2019.01 ~ 2019.02 제8대 서울특별시 관악구의회 서울특별시 관악구 U-통합관제센터 유지보수전반에 관한 행정사무조사 위원
- 2019.02 ~ 2019.07	제8대 서울특별시 관악구의회 서울특별시 관악구 시설관리공단이사장 후보자에 대한 인사청문특별위원회 위원
- 2019.07 ~ 정의당 서울시당 부위원장
- 2019.07 ~ 정의당 서울시당 관악구 지역위원회 부위원장
- 2020.07 ~ 2022.06 제8대 서울특별시 관악구의회 후반기 의회운영위원회 위원
- 2020.07 ~ 2022.06 제8대 서울특별시 관악구의회 후반기 보건복지위원회 부위원장
- 2020.07 ~ 2022.06 제8대 서울특별시 관악구의회 후반기 예산결산특별위원회 위원
- 2020.09 ~ 2020.09 제8대 서울특별시 관악구의회 윤리특별위원회 위원장

## 병력
- 공군방공유도탄사령부 - 제3방공유도탄여단

## 역대 선거 결과
|  | 19.18% |

|  | 27.95% |

|  | 16.23% |

|  | 20.66% |

## 참고 자료
- 공식 블로그
- 이기중 - 페이스북